# Albert Viethen
Albert Viethen (* 23. November 1897 in Mönchengladbach; † 27. März 1978 in Berchtesgaden) war ein deutscher Pädiater, Hochschullehrer und Klinikleiter sowie während der NS-Zeit Mitglied mehrerer NS-Organisationen, wie der SS, bei der er 1944 noch bis zum Obersturmführer aufstieg.

## Leben
Albert Viethen war der Sohn des Architekten und Baumeister Peter Wilhelm Viethen und dessen Ehefrau Anna Katharina, geborene Dautzenberg. Er hatte sieben Geschwister. Seine Schullaufbahn beendete er 1916 am humanistischen Gymnasium in Mönchengladbach.
Von Anfang März 1916 bis November 1918 nahm er als Soldat des 1. Rheinischen Pionierbataillons am Ersten Weltkrieg teil, wo er an der Ost- und Westfront eingesetzt war. Er erlitt mehrfach Kriegsverletzungen und schied ausgezeichnet mit dem Eisernen Kreuz I. und II. Klasse im Rang eines Leutnants der Reserve aus der Armee aus. Danach absolvierte er ein Medizinstudium an den Universitäten Bonn, Freiburg und Köln, das er zwischenzeitlich wegen einer im Krieg erlittenen Gasvergiftung unterbrechen musste. Am 10.  Dezember 1923 legte er in Freiburg sein medizinisches Staatsexamen ab. Sein Medizinalpraktikum leistete er an der Medizinischen Klinik und der Frauenklinik der Universität Freiburg ab. Anfang Januar 1925 wurde er approbiert und 1926 zum Dr. med. promoviert. Ab Oktober 1924 war er an der Universitätskinderklinik in Freiburg beschäftigt, wo er unter anderem die Röntgenabteilung leitete als auch die Kinder-Tuberkulosefürsorge Oberbaden. Zuletzt Oberassistent, habilitierte er sich im Mai 1932 in Freiburg für Kinderheilkunde und Röntgenologie und fungierte ab 1933 an seiner Wirkungsstätte als Oberarzt.
Viethen trat 1933 dem Stahlhelm bei, dem er ein Jahr angehörte. Zur Zeit des Nationalsozialismus wurde er 1934 Mitglied der SS (SS-Nr. 244.227), bei der er Ende Januar 1944 bis zum Obersturmführer aufstieg. Des Weiteren gehörte er den NS-Organisationen NS-Ärztebund, NSV, NSKOV, NS-Altherrenbund und NSDDB an. Er wurde 1937 Mitglied der NSDAP (Mitgliedsnummer 5.257.415), direkt nach der Lockerung der Aufnahmesperre. Aus der am 24. Juni 1937 in Berlin-Charlottenburg mit Christa Schröder geschlossenen Ehe gingen drei Kinder (2 Söhne und 1 Tochter) hervor.
Etwa Anfang 1936 übernahm er die Lehrstuhlvertretung für Kinderheilkunde an der Universität Freiburg sowie die kommissarische Leitung der dortigen Universitätskinderklinik. Im darauffolgenden Jahr folgte seine Ernennung zum außerordentlichen Professor. Anfang November 1937 übernahm er die Vertretung des Lehrstuhls für Kinderheilkunde an der Universität Halle sowie die Leitung der dortigen Universitätskinderklinik. Aufgrund von Konflikten mit der Hallenser Medizinischen Fakultät stellte er ein Rückversetzungsgesuch nach Freiburg und beendete sein Wirken in Halle zum 1. August 1938. Berufungen an die Medizinische Akademie Danzig und die Universität Shanghai lehnte er 1938 ab.
Stattdessen wurde er zum 1. Oktober 1939 auf den erstmals als Ordinariat eingerichteten Lehrstuhl für Kinderheilkunde an die Universität Erlangen sowie zum  Direktor der Erlanger Universitätskinderklinik als Nachfolger von Friedrich Jamin (1872–1951) berufen, der beim Abschied von Gaudozentenführer Hans Albrecht Molitoris (1905–1988) als nationalsozialistischer Kämpfer mit viel Verständnis für den „Führer“ gelobt wurde.
Gegen Ende des Zweiten Weltkrieges wurde Viethen Ende April 1945 aufgrund seiner Zugehörigkeit zur SS von Angehörigen der US-Armee verhaftet und im November 1945 durch die US-amerikanischen Behörden entlassen. Sein inzwischen über 70-Jähriger Vorgänger Jamin übernahm zwischenzeitlich die Klinik. Während seiner zweijährigen Internierung durchlief Viethen mehrere Lager, wo er als Lagerarzt tätig wurde. Im März 1947 wurde er aus der Internierung entlassen. Nach einem Spruchkammerverfahren wurde er im Dezember 1947 als Mitläufer entnazifiziert. Nach einem Berufungsverfahren im September 1948 wurde er als Entlasteter eingestuft. Viehten konnte seine Hochschullaufbahn nicht fortsetzen. Er praktizierte zunächst als niedergelassener Kinderarzt in Erlangen und wurde Mitte Mai 1949 Chefarzt am Kinderkrankenhaus Felicitas in Berchtesgaden. Außerdem war er ärztlicher Leiter des dortigen Kinderkurheims „Schönsicht“, in dem es nach Aussage von Betroffenen während seiner Amtszeit zu Kindesmisshandlungen kam, und zudem in weiteren Kinderkurheimen tätig. 1958 wurde er offiziell emeritiert. Anfang Oktober 1962 trat er in den Ruhestand und wirkte anschließend noch als Kinderarzt.
Viethen wurde Mitte 1963 vor dem Landgericht Ansbach wegen Beihilfe zum Mord in mehreren Fällen angeklagt. Ihm wurde vorgeworfen, von 1942 bis 1944 aus der von ihm geleiteten Universitätskinderklinik Erlangen 20 Kinder in die Kinderfachabteilung der Heil- und Pflegeanstalt Ansbach überwiesen zu haben, wo sie Opfer der „Kinder-Euthanasie“ wurden. Er gab trotz seiner Position innerhalb der Klinik u. a. an, dass er von der „Kinder-Euthanasie“ bzw. von den Mordaktionen nichts gewusst habe –  „Historiker werten das als unglaubwürdige Ausrede“. Dennoch wurde Viethen im Mai 1964 außer Verfolgung gesetzt.
Nach seinem Tod 1978 wurde Albert Viethen auf dem Bergfriedhof in Schönau am Königssee beerdigt.